# Conversations on a Sunday Afternoon
Pour plus de détails, voir Fiche technique et Distribution.
Conversations on a Sunday Afternoon est un film documentaire sud-africain réalisé en 2005 et dirigé par Khalo Matabane. Le film de 80 minutes mélange documentaire et fiction en explorant le sujet de réfugiés et d'immigrants vivant en Afrique du Sud, et la diversité de la société sud-africaine post-Apartheid,,.

## Synopsis
Un écrivain essaye de retrouver une femme qu'il a rencontrée dans un parc. Il rencontre alors de nombreux réfugiés qui ont fait de l'Afrique du Sud leur nouveau pays.

## Récompenses et nominations
- Festival international du film de Toronto 2005 catégorie Découverte.
- Africa Movie Academy Award du meilleur film documentaire 2007.